# Anšlavs Eglītis
Anšlavs Eglītis (Riga, 1906. október 14. — Los Angeles, Kalifornia, 1993. március 4.) lett író, újságíró, festő.

## Élete
1906. október 14-én született az oroszországi Rigában (ma Lettország). Édesapja, Viktors Eglītis szintén író volt.
1925-ben tuberkulózist kapott, így egy rövid időre Svájcba került szanatóriumi kezelésre. Egy évvel később, 1926-ban jelent meg első verse Lords (Urak) címmel.
1935-ben szerzett diplomát a Lett Művészeti Akadémián, majd később rajztanárként dolgozott. 1938 és 1940 között a Jaunākās Ziņas, 1940 és 1941 között az Atpūta újság szerkesztője volt.
1944 októberében Németországba emigrált, majd Svájcba, 1950-ben pedig Los Angeles-be költözött. Alkotói munkásságát az emigrációban is folytatta.
1993. március 4-én hunyt el Los Angeles-ben. Elhamvasztották.

## Művei

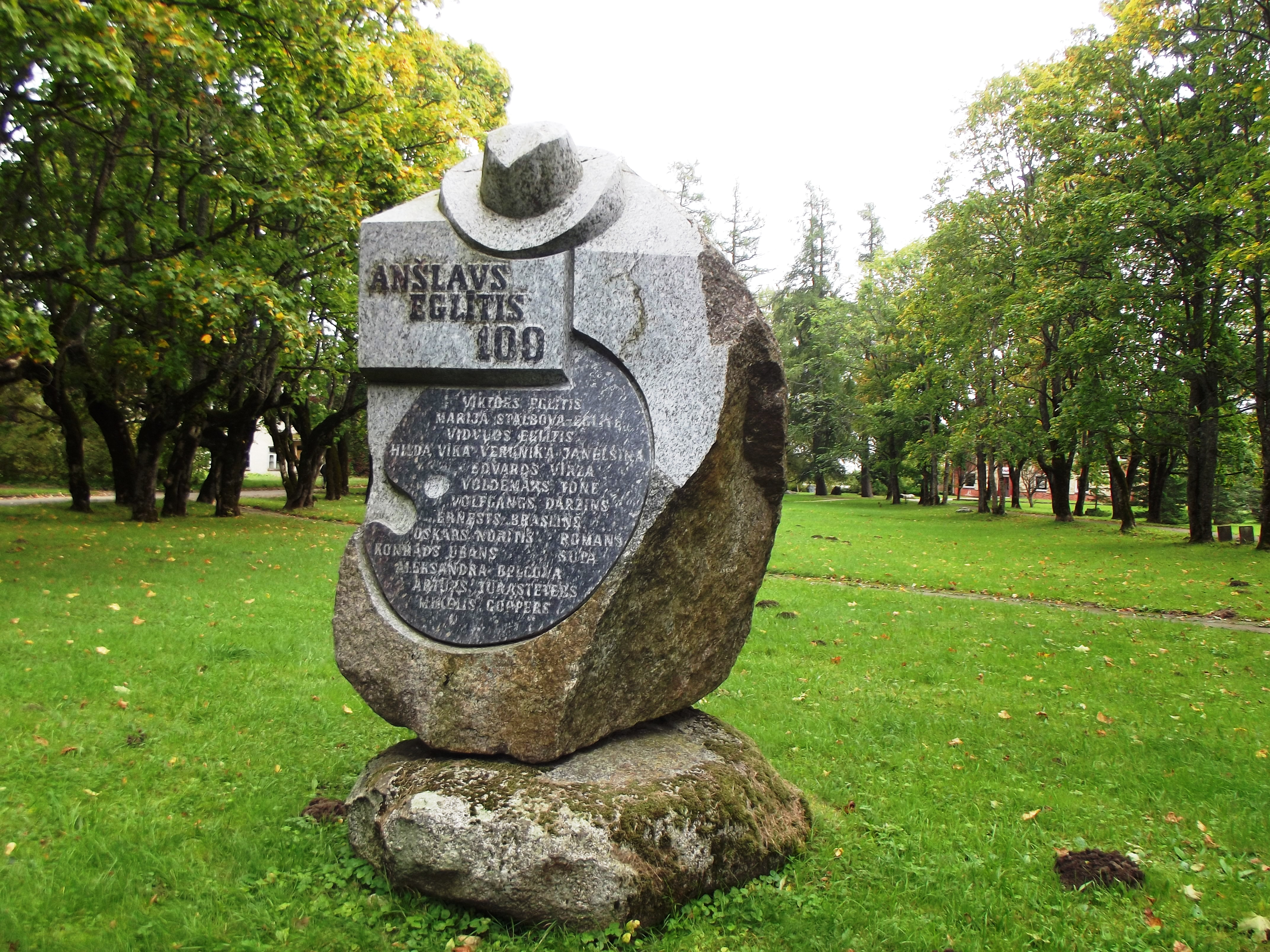
Anšlavs Eglītis emlékműve Inciems városában

### Regényei és novelláskötetei
- Maestro (1936)
- Līgavu mednieki (1939)
- Nestundas (1940)
- Ģīmetne (1943)
- Valdemārs Tone (1944)
- Homo novus (1944)
- Kazanovas mētelis (1946)
- Sīksta dzīvība (1950)
- Laimīgie (1952)
- Švābu kapričo (1952)
- Karuselis (1956)
- Misters Sorrijs (1956)
- Omartija kundze (1958)
- Sveiciens Ofija kundzei (1958)
- Ilze (1959)
- Malahīta dievs (1961)
- Vai te var dabūt alu? (1961)
- Divi kāpieni (1961)
- Pansija pilī (1962)
- Pēdējais radījums (1963)
- Trešais zvans (1965)
- Nav tak dzimtene (1966 pirmais triloģijā)
- Tiesa nāk (1967)
- Pēdējais mohikānis (1969)
- Cilvēks mežā (1970 otrais triloģijā)
- Es nepievienojos (1971)
- Lielais mēmais (1972)
- Piecas dienas (1976)
- Kas izpostīja latvisko stūrīti? (1977)
- Cilvēks no mēness (1979)
- Vai zini zemi citronas kur zied? (1980 trešais triloģijā)
- Es nebiju varonis (1984)
- Ciemiņš no dzimtenes (1992)
- Adžurdžonga
- Bezkaunīgie veči
- Čingishana gals
- Teoduls Supersakso
- Ekrāns un skatuve

## Külső hivatkozások
- Anšlavs Eglītis az Izrades.lv oldalon